# Boreel (geslacht)
De familie Boreel is een Nederlands adellijk geslacht waarvan de stamreeks begint met de in 1401 te Rijsel vermelde Ruffin Bourell of Rufino Borelli (overleden in Gent in 1443 en begraven met zijn vrouw Peronne de Senecael in de crypte van de Sint-Baafskathedraal aldaar). Deze handelaar van Italiaanse afkomst werd een van de eerste tafelhouders (bankiers) in Gent. Hij hield tafel aan de Vrijdagsmarkt en woonde vlak bij de Sint-Baafskerk in een stenen huis dat nog steeds bestaat.

## Geschiedenis
In 1619 werd dr. Willem Boreel (1591-1668) verheven tot Knight door Jacobus I van Engeland en in 1645 tot baronet, een weliswaar erfelijke titel maar waarmee men overigens niet tot de Britse adel behoort; de titel gaat over in mannelijke lijn bij eerstgeboorte. Zijn afstammeling Jacob, 8e baronet (1768-1821) werd in 1814 benoemd in de Ridderschap van Holland waarmee hij en zijn nageslacht tot de Nederlandse adel gingen behoren; in 1821 werden twee broers van hem verheven in de Nederlandse adel, en in 1868 gebeurde dat voor een verre verwant.

## Enkele telgen
Jan Boreel (†1553), pensionaris van St.-Anna ter Muiden
- Pieter Boreel (1524-1574), koopman en raad van Middelburg, steunde in 1566 de legalisering van de protestantse godsdienst en moest in 1568 voor de justitie van Alva vluchten naar Norwich, waar hij overleed.
  - Jacob Boreel (1552-1636), vluchtte in 1568 met zijn vader naar Engeland en keerde na de omwenteling terug naar Middelburg, raad en burgemeester van Middelburg en gezant in Engeland, waar de koning hem sloeg tot knight 1613. 
    - dr. Willem Boreel, (1591-1668), sinds 1645 1e baronet, advocaat van de Verenigde Oostindische Compagnie, pensionaris van Amsterdam en ambassadeur in Frankrijk
      - Jan Boreel (1627-1691), 2e baronet, gezant in Engeland
        - Willem Boreel (1672-1710), 3e baronet
        - Adriaen Boreel (1674-1723), 4e baronet

      - mr. Jacob Boreel (1630-1697), knight, schout en burgemeester van Amsterdam; directeur van de Sociëteit van Suriname
        - Balthasar Boreel (1673-1744), werd na het overlijden van zijn neef 5e baronet
        - Willem Boreel (1675-1727), directeur van de Sociëteit van Suriname, ambassadeur in Parijs
        - Jacob Boreel (1679-1736)
          - Willem Boreel (1712-1787), 6e baronet

        - Jan Jeronimus Boreel (1684-1738), secretaris en schepen van Amsterdam
          - mr. Jacob Boreel (1711-1778), secretaris, schepen en raad van Amsterdam, gezant
            - mr. Willem Boreel (1744-1796), 7e baronet, schepen en raad van Amsterdam; trouwde in 1766 met Maria Trip (1740-1813), vrouwe van Langerak; eigenaars van Beeckestijn
              - jhr. mr. Jacob Boreel (1768-1821), 8e baronet, heer van Hogelanden, schepen en lid raad van van Amsterdam, lid van provinciale staten van Holland
                - jkvr. Wendela Eleonora Boreel (1792-1868); trouwde in 1814 met Willem Gustaaf Frederik des H.R.Rijksgraaf van Reede, 9e graaf van Athlone, heer van Amerongen, enz. (1780-1844)
                - jkvr. Maria Boreel (1793-1858); trouwde in 1815 met mr. Jacob baron Fagel (1766-1835), diplomaat, lid van de Raad van State
                - jkvr. Cornelia Adriana Boreel (1796-1875), dame du palais van koningin Sophie; trouwde in 1823 met mr. Hugo baron van Zuylen van Nijevelt (1781-1853), minister van Buitenlandse Zaken
                - jhr. mr. Willem Boreel (1800-1883), 9e baronet, heer van Hogelanden politicus; trouwde in 1833 met jkvr. Jacoba Margaretha Maria Paulina Boreel (1813-1893), dame du palais van koningin Sophie en hon. van koningin Emma
                  - jkvr. Agneta Cornelia Hugonia Boreel (1839-1924), dame du palais van Koningin Emma; trouwde in 1863 met mr. Willem baron van Goltstein, heer van Oldenaller (1831-1901), onder andere minister van Koloniën
                  - jkvr. Maria Boreel (1850-1919), trouwde met Frederik Willem Christaan Hendrik van Tuyll van Serooskerken (1851-1924)
                  - jhr. mr. Jacob Willem Gustaaf Boreel, heer van Hogelanden (1852-1937), 10e baronet, burgemeester van onder andere Haarlem, lid van de Tweede Kamer der Staten-Generaal voor de Liberale Unie
                    - jkvr. Cornelie Maria Boreel (1879-1957), grootmeesteres van de koninginnen Wilhelmina en Juliana; trouwde in 1902 met Frederic Willem baron van Tuyll van Serooskerken (1874-1950)

              - jhr. Willem François Boreel (1775-1851), oprichter huzaren van Boreel, generaal
                - jhr. mr. François Robert Boreel (1806-1869), in diplomatieke dienst, opperceremoniemeester des Konings
                  - jhr. William Walter Astor Boreel (1838-1892), kamerheer en stalmeester des Konings
                  - jkvr. Eliza Dorothea Boreel (1841-1899); trouwde in 1865 met Adolf Jacob Carel baron van Pallandt, heer van Neerijnen (1838-1920), opperceremoniemeester van koningin Wilhelmina, lid van de gemeenteraad van 's-Gravenhage
                  - jhr. Robert Eugène Boreel (1850-1896)
                    - jhr. François William Robert Boreel (1882-1941), 11e baronet
                    - jhr. dr. Alfred Boreel, heer van Hogelanden (1883-1964), 12e baronet, burgemeester van Bathmen
                      - jhr. mr. Francis David Boreel, heer van Hogelanden (1926-2001), 13e baronet, in diplomatieke dienst

                - jkvr. Jacoba Margaretha Maria Paulina Boreel (1813-1893), dame du palais van koningin Sophie en hon. van koningin Emma; trouwde in 1833 met jhr. mr. Willem Boreel (1800-1883), 9e baronet, heer van Hogelanden politicus

              - jhr. Lucas Boreel (1780-1854), lid provinciale staten van Holland
                - jhr. mr. Willem Boreel (1812-1857), referendaris bij de Raad van State, kamerheer des Konings
                - jhr. Jacob Boreel (1813-1888), kamerheer des Konings
                  - jhr. Gerard Salomon Boreel (1855-1938), luitenant-ter-zee, burgemeester van Beverwijk en Wijk aan Zee en Duin, lid provinciale en gedeputeerde staten van Noord-Holland
                    - jhr. ir. Jacob Lucas Boreel (1883-1939), studeerde in 1907 af als civiel ingenieur aan de TH in Delft, werkte sinds 1921 als hoofd van de technische dienst van het Waterschap Walcheren en was de ontwerper van het naar hem genoemde in 1929 gebouwde gemaal in Middelburg
                      - jhr. Gerard Lucas Boreel (1913-1970)
                        - jhr. Stephan Gerard Boreel (1945), 14e baronet, sinds 2001 chef de famille[2][3][4]

                      - jkvr. Henriette Boreel (1917-2006); trouwde in 1947 met Dirk Jacobus Gerhard Buurman (1917-2003), archivaris en later bestuurder op het gebied van kastelen, en bewoners van het jachthuis van Rossum

                    - jhr. Hugo Boreel (1884-1962)
                      - jhr. mr. Geert Frans Boreel (1934), oud-voorzitter Centraal Beheer Achmea

                - jkvr. Agneta Leopoldina Maria Boreel (1814-1864); trouwde in 1845 met mr. Willem Jan baron d'Ablaing van Giessenburg, secretaris van de Hoge Raad van Adel en lid van de familie D'Ablaing

            - mr. Jacob Boreel (1746-1794), kanunnik van Sint-Pieter te Utrecht, commies generaal 1776, adjunct-raad en advocaat-fiscaal 1778-1781 van de Admiraliteit van Amsterdam
              - Jacob Boreel (1777-1833), minister-resident aan het hof der beide Siciliën en later in Portugal
                - jhr. Theodoor Gustaaf Victor Boreel (1831-1900), resident van Ternate en der Lampongsche districten
                  - jhr. Henri Etienne Gustave Boreel (1866-1908), administrateur thee-onderneming in Nederlands-Indië
                    - jhr. Willem Boreel (1893-1973), luitenant-kolonel KNIL
                      - jhr. Robert Hugo Boreel (1919-2005), generaal-majoor
                        - jhr. Ernst Boudewijn Boreel (1946-1995), stem- en operaregisseur

                  - jhr. Johan Jacob Boreel (1869-1934), luitenant-kolonel
                    - jkvr. Sophia Aletta Désirée Boreel (1896-1981); trouwde in 1927 met prof. jhr. mr. dr. Johan Jacob von Schmid (1895-1977), hoogleraar psychologie en filosofie aan de Vrije Universiteit Brussel; lid van de familie Von Schmid

                  - jhr. Victor Eduard Anthon Boreel, heer van Oldenaller (1871-1957), opperhofmaarschalk en kamerheer i.b.d. van de Koningin

    - Adam Boreel (1603-1667), theoloog
    - Abraham Boreel (1605-1664), rechtsgeleerde, raad en muntmeester-generaal der Republiek der Zeven Verenigde Nederlanden[5]